# Cosmographiae introductio

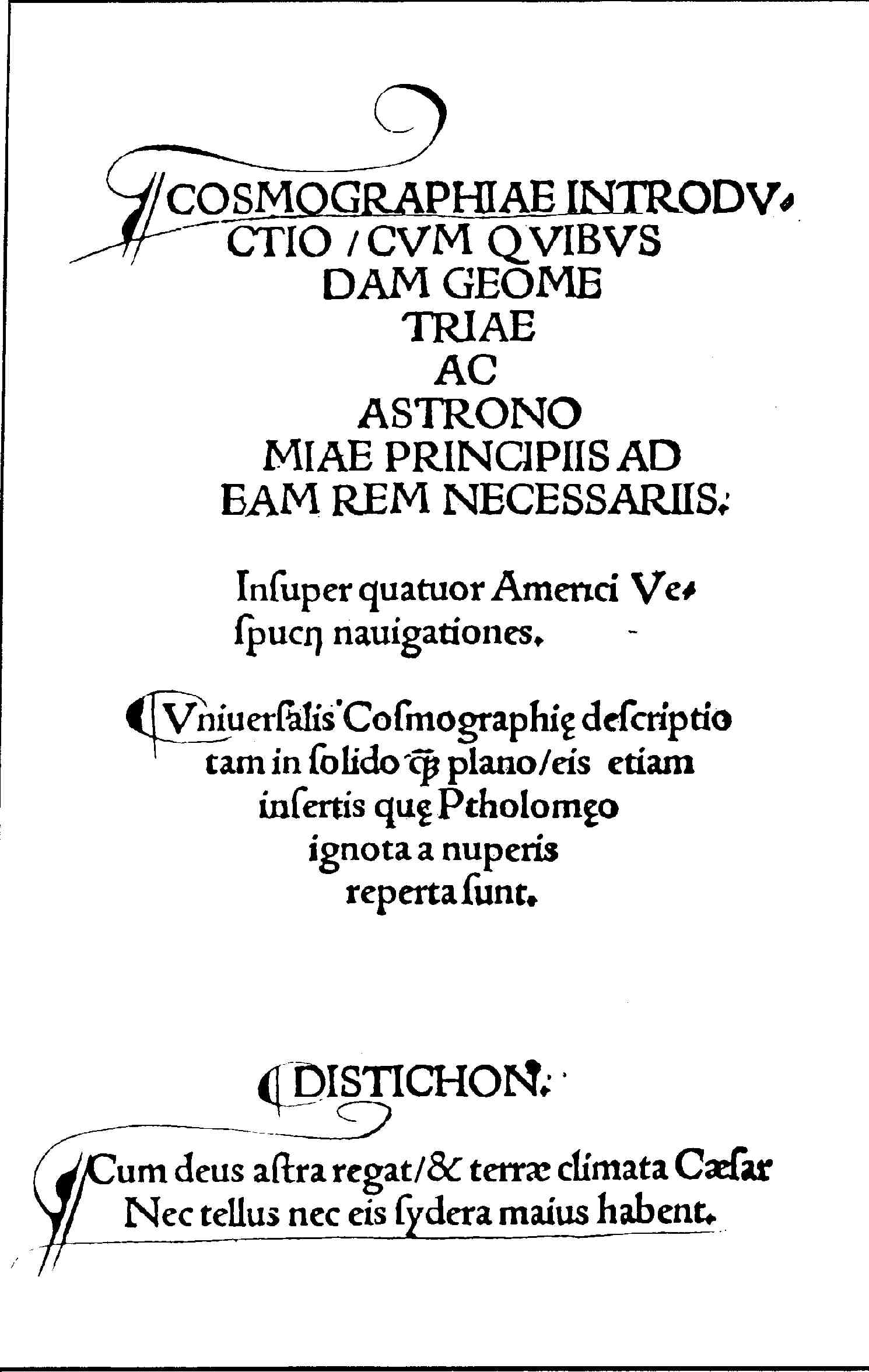
Página de título de Cosmographiae Introductio

Cosmographiae Introductio ("Introducción a la cosmografía "; Saint-Dié, 1507) fue un libro publicado en 1507 junto con un globo impreso y el mapa mural de Martin Waldseemüller ( Universalis Cosmographia ), que fueron la primera aparición del nombre ' América '. Los mapas y el libro de Waldseemüller, junto con su edición 1513 de Geografía de Ptolomeo, fueron muy influyentes y ampliamente copiados en ese momento.

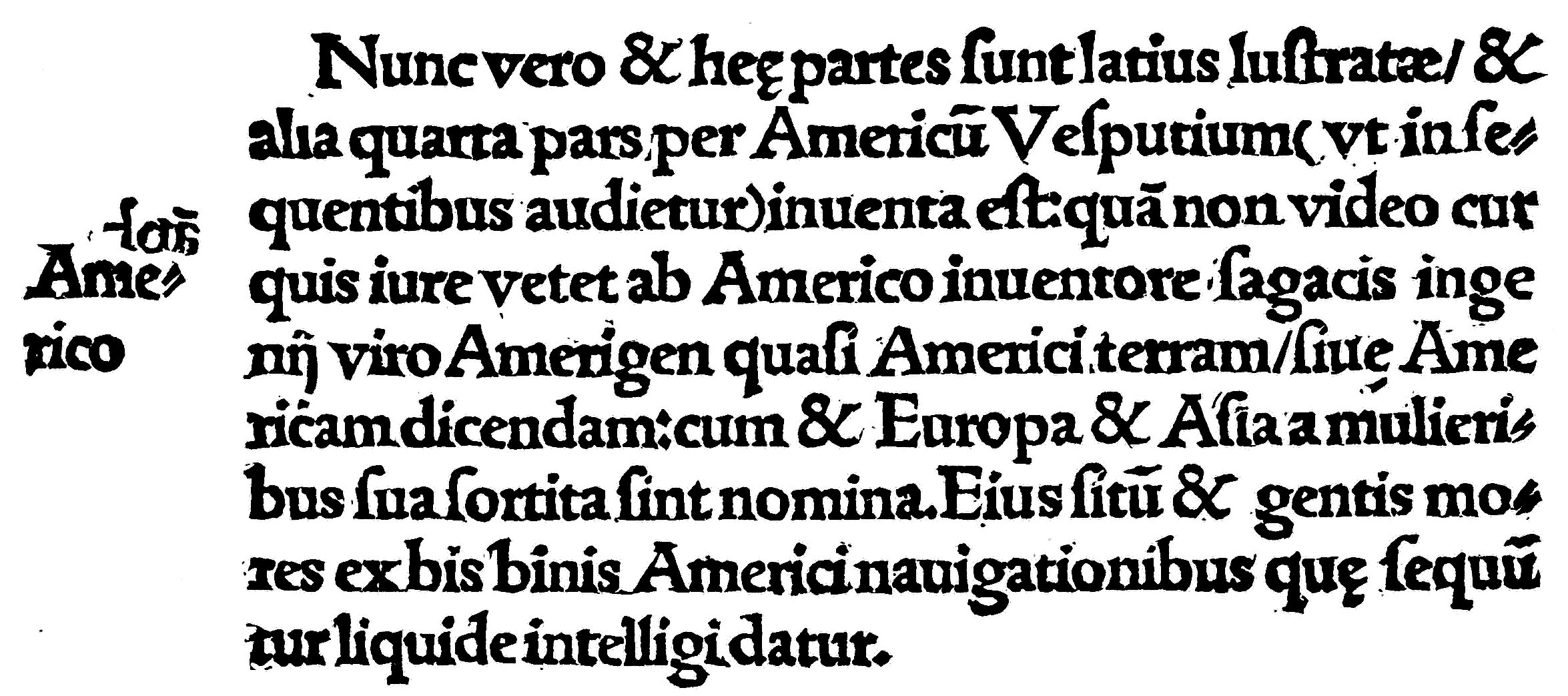
Esa parte de la página de la edición 1507 (septiembre) de Cosmographiae Introductio en la que se propone el nombre de América para el Nuevo Mundo. De la historia narrativa y crítica de América, Volumen 2 por Justin Winsor.

Se cree que fue escrito por Matthias Ringmann, aunque algunos historiadores lo atribuyen al propio Waldseemüller. El libro incluye la razón para usar el nombre de América en el mapa de la pared y el globo, y contiene una traducción latina de los cuatro viajes de Amerigo Vespucci como un apéndice.
El título completo del libro es: Cosmographiae introductio cum quibusdam geometriae ac astronomiae principiis ad eam rem necessariis. Insuper quatuor Americi Vespucii navigationes. Universalis Cosmographiae descriptio tam in solido quam plano, eis etiam insertis, quae Ptholomaeo ignota a nuperis reperta sunt.
Traducción:
Introducción a la cosmografía con ciertos principios necesarios de geometría y astronomía a los que se agregan Los cuatro viajes de Amerigo Vespucci Una representación del mundo entero, tanto en el sólido como en el proyectado en el plano, incluyendo también tierras desconocidas para Ptolomeo, y han sido descubiertos recientemente )

Universalis Cosmographia (mapa de 1507)

El mapa del mundo en 1507, titulado Universalis cosmographia secundum Ptholomaei traditionem et Americi Vespucii aliorumque lustrationes, se publicó en una edición al parecer de 1000 copias, de las cuales parece que solo una copia sobrevive. Constaba de 18 hojas, cada una de ellas de 46 x 62 cm.  La copia sobreviviente fue encontrada en la biblioteca del Príncipe von Waldburg-Wolfegg-Waldsee en el Castillo de Wolfegg en Württemberg en un códice que perteneció a  Johannes Schöner. El mapa fue comprado por la Biblioteca del Congreso de Estados Unidos en 2001.
El mapa consta de doce secciones impresas a partir de grabados en madera combinados con tipos de metal, cada uno de los cuales mide 46 x 62 cm (18 x 24,5 pulgadas). Cada sección es una de cuatro, que forman una de tres zonas. El mapa utiliza una Proyección cartográfica coniforme ptolemaica modificada con meridianos curvos para representar toda la superficie de la Tierra.